# Tambu World Tour
El Tambu World Tour fue una gira de conciertos realizada por la banda de Rock estadounidense Toto entre 1995 y 1997 como promoción de su álbum del mismo nombre (Tambu).

## Lista de canciones
1. Drag Him To The Roof
2. Don't Chain My Heart
3. Gift Of Faith
4. Jake To The Bone
5. Georgy Porgy
6. If You Belong To Me
7. Just Can't Get To You
8. Slipped Away
9. The Turning Point
10. I'll Supply the Love
11. A Million Miles Away
12. Little Wing (Cover a Jimi Hendrix)
13. Africa
14. I Will Remember
15. Home Of The Brave
16. I'll Be over you
17. Dave's Gone Skiing/Solo de batería
18. Stop Loving you
19. Rosanna
20. Don't Stop Me Now
21. Presentación de la banda
22. Hold the Line

## Conciertos

### Primera manga
- 20. May 95 	NL 	ROTTERDAM 	        Maaspop with Stevie Wonder
- 16. Jun 95 	DE 	MÜHLTAL-DARMSTADT 	Steinbruch-Theater (15th Anv.)
- 17. Jun 95 	DE 	MEPPEN 	                EL Festival
- 18. Jun 95 	CH 	LENGNAU 	        Rock gegen Hass Festival
- 21. Jun 95 	LU 	LUXEMBOURG      	Patinoire de Kockelscheuer
- 22. Jun 95 	DE 	FREIBURG        	Zelt-Musik-Festival
- 23. Jun 95 	DE 	FREIBURG        	Zelt-Musik-Festival
- 24. Jun 95 	DE 	ALTENA          	Burg Altena
- 25. Jun 95 	DE 	STEINBACH-LANGENBACH 	Naturtheater
- 28. Jun 95 	FR 	LE CANNET       	La Palestre
- 29. Jun 95 	FR 	CLERMONT FERRAND 	Maison Des Sports
- 01. Jul 95 	DE 	REGENSBURG      	Open Air Sarchinger Weiher Festival
- 03. Jul 95 	SE 	HALMSTAD        	Brottet
- 04. Jul 95 	SE 	SMOEGEN-KUNGSHAMN 	Kungshamnsvallen
- 05. Jul 95 	SE 	BORGHOLM-OELAND 	Slottsruinen
- 07. Jul 95 	AT 	ST.POELTEN      	Hauptstadtfest Domplatz
- 08. Jul 95 	AT 	IMST            	Stadtplatz Open Air

### Segunda manga
- 24. Oct 95 	DE 	Köln 	TV - "RTL Late Show"
- 30. Oct 95 	UK 	LONDON 	Bush Empire
- 31. Oct 95 	UK 	LEEDS 	T & C
- 02. Nov 95 	DE 	KÖLN 	E-Werk
- 03. Nov 95 	FR 	Paris 	TV - "Taratata" Live
- 04. Nov 95 	FR 	LILLE 	Zenith
- 05. Nov 95 	BE 	BRUXELLES 	Forest National
- 06. Nov 95 	FR 	Hilversham 	Vara Radio
- 07. Nov 95 	FR 	NANCY 	Zenith
- 08. Nov 95 	NL 	ARNHEM 	Rijnhal
- 09. Nov 95 	NL 	ROTTERDAM 	Ahoy
- 10. Nov 95 	DE 	MUNICH 	Terminal 1
- 12. Nov 95 	DE 	HALLE 	Eissporthalle
- 14. Nov 95 	DE 	HAMBURG 	Sporthalle
- 15. Nov 95 	NL 	GRONINGEN 	Martinhalle
- 17. Nov 95 	SE 	LUND 	Olympen
- 18. Nov 95 	SE 	GOTHENBURG 	Lisebergshallen
- 19. Nov 95 	SE 	STOCKHOLM 	Cirkus
- 20. Nov 95 	NW 	OSLO 	Spektrum
- 21. Nov 95 	DK 	RINGSTED 	Congresscentre
- 23. Nov 95 	FR 	CAEN 	Zenith
- 24. Nov 95 	FR 	LORIENT 	Salle Kervaric
- 25. Nov 95 	FR 	ANGERS 	Amphitea
- 27. Nov 95 	FR 	PAU 	Zenith
- 28. Nov 95 	FR 	BORDEAUX 	Patinoire Meriadeck
- 29. Nov 95 	FR 	MONTPELLIER 	Zenith
- 30. Nov 95 	FR 	TOULOUSE 	Palais des Sport
- 02. Dec 95 	FR 	MARSEILLE 	Dome
- 03. Dec 95 	FR 	GRENOBLE 	Summum
- 04. Dec 95 	FR 	STRASBOURG 	Hall Rhenus
- 05. Dec 95 	FR 	PARIS 	Bercy
- 07. Dec 95 	DE 	STUTTGART 	Kongresshalle
- 08. Dec 95 	CH 	NEUCHATEL 	Patinoire du Littoral
- 09. Dec 95 	DE 	BERLIN 	ICC
- 10. Dec 95 	DE 	HANNOVER 	Music Hall
- 12. Dec 95 	DE 	ASCHAFFENBURG 	Unterfrankenhalle

### Tercera manga
- 26. Jan 96 	UK 	WOLVERHAMPTON 	Civic
- 27. Jan 96 	UK 	MANCHESTER 	Apollo
- 29. Jan 96 	DE 	BREMEN 	Stadthalle
- 31. Jan 96 	SE 	NORRKOPING 	Himmelstadlundhallen
- 01. Feb 96 	SE 	FALUN 	Lagnet
- 02. Feb 96 	SE 	UMEA 	Ishallen
- 03. Feb 96 	SE 	LULEA 	Delfinen
- 05. Feb 96 	FI 	HELSINKI 	Ishallen
- 07. Feb 96 	SE 	STOCKHOLM 	Solnahallen
- 08. Feb 96 	DK 	COPENHAGEN 	KB Hallen
- 09. Feb 96 	DK 	RANDERS 	Randerhallen
- 11. Feb 96 	FR 	PARIS 	Olympia
- 13. Feb 96 	IT 	TORINO 	Palastampa
- 14. Feb 96 	IT 	ROMA 	Palatenda / Terminus
- 15. Feb 96 	IT 	MILANO 	Palalido
- 16. Feb 96 	FR 	TOULON 	Zenith Omega
- 17. Feb 96 	FR 	TOULOUSE 	Palais des Sports
- 19. Feb 96 	FR 	LYON 	Halle Tony Garnier
- 20. Feb 96 	FR 	CHATEAUROUX 	Hall des Expos
- 21. Feb 96 	FR 	RENNES 	Omnisport
- 22. Feb 96 	FR 	REIMS 	Parc Expo
- 23. Feb 96 	FR 	MULHOUSE 	Palais des Sports
- 25. Feb 96 	CH 	GENEVE 	Zenith Arena
- 26. Feb 96 	DE 	SAARBRUCKEN 	Herman Neuberger Halle
- 27. Feb 96 	DE 	FÜRTH 	Stadthalle
- 28. Feb 96 	DE 	DÜSSELDORF 	Phillipshalle
- 02. Mar 96 	NL 	DEN BOSCH 	De Maasport
- 03. Mar 96 	BE 	ANTWERPEN 	Stadsschouwburg

### Cuarta manga
- 31. Mar 96 	JP 	TOKYO 	NHK Hall
- 02. Apr 96 	JP 	YOKOHAMA 	Kanagawa Kenmin Hall
- 03. Apr 96 	JP 	TOKYO 	Koseinenkin Hall
- 04. Apr 96 	JP 	SENDAI 	Izumi T-21
- 06. Apr 96 	JP 	TOKYO 	Kan-i Hoken Hall
- 07. Apr 96 	JP 	TOKYO 	NHK Hall
- 08. Apr 96 	JP 	OSAKA 	Koseinenkin Hall
- 09. Apr 96 	JP 	NAGOYA 	Koseinenkin Hall
- 11. Apr 96 	JP 	HIROSHIMA 	Aster Plaza
- 12. Apr 96 	JP 	FUKUOKA 	Sun Palace
- 14. Apr 96 	KR 	SEOUL 	Olympic Gymnasium
- 16. Apr 96 	TW 	TAIPEI 	T I C C
- 18. Apr 96 	PH 	MANILA 	Folk Arts Center
- 20. Apr 96 	IN 	JAKARTA 	Hardrock Cafe - Radio opening
- 21. Apr 96 	IN 	JAKARTA 	Plenary Hall
- 10. May 96 	AR 	BUENOS AIRES 	Teatro Opera
- 11. May 96 	AR 	BUENOS AIRES 	Teatro Opera
- 13. May 96 	CL 	SANTIAGO 	Casa-Piedra
- 15. May 96 	CL 	Santiago 	TV- "Venga conmigo"
- 18. May 96 	PU 	LIMA 	Private University

### Quinta manga
- 07. Jun 96 	SE 	KISA 	Kisa Parken
- 08. Jun 96 	DK 	RANDERS 	Randers Rock Festival
- 09. Jun 96 	SE 	BASTAD 	Norrvikens Tradgarder
- 13. Jun 96 	SE 	LIDKOPING 	Lacko Slott
- 14. Jun 96 	SE 	KARLSTAD 	Mariebergsskogen
- 15. Jun 96 	SE 	GOTHENBURG 	Goetaplatsen
- 18. Jun 96 	DK 	FAROE ISLANDS 	Torshavn Sportshall
- 20. Jun 96 	LU 	LUXEMBOURG 	Petange Centre Sportif
- 21. Jun 96 	AT 	WIEN 	Donau Insel Fest
- 25. Jun 96 	DE 	MUNICH 	Tollwood Festival
- 27. Jun 96 	AT 	KAPFENBERG 	Alpenstadion
- 28. Jun 96 	AT 	OBERWART 	Schulsschluss Open Air
- 29. Jun 96 	AT 	KLAM 	Burg Klam Open '96
- 02. Jul 96 	IT 	NAPOLI 	Palapartenope
- 03. Jul 96 	IT 	ROMA 	Il Centralino Tennis
- 05. Jul 96 	DE 	FULDA 	Museumshof
- 06. Jul 96 	DE 	LICHTENFELS 	Radio Antenne Bayern Festival
- 07. Jul 96 	NL 	TILBURG 	Noorderligt
- 09. Jul 96 	NL 	AMSTERDAM 	Paradiso
- 11. Jul 96 	UK 	LONDON 	Astoria
- 12. Jul 96 	UK 	GATESHEAD 	International Stadium with Tina Turner
- 13. Jul 96 	UK 	STOKE 	Alton Towers
- 14. Jul 96 	UK 	CARDIFF 	Arms Park
- 15. Jul 96 	EI 	DUBLIN 	Mean Fiddler
- 18. Jul 96 	UK 	SHEFFIELD 	Don Valley Stadium
- 20. Jul 96 	UK 	LONDON 	Wembley Stadium
- 21. Jul 96 	UK 	LONDON 	Wembley Stadium

## Conciertos grabados
- Steve Lukather: Voz, guitarra eléctrica y acústica, coros.
- David Paich: Voz, teclados, coros.
- Mike Porcaro: Bajo
- Simon Phillips: Batería
- Gregg Bissonette: Batería
- Jenny Douglas Mc-Rae: Voz. coros.
- John James: Coros.

- Datos: Q6138505